# Symplocos vacciniifolia
Symplocos vacciniifolia är en tvåhjärtbladig växtart som beskrevs av H.S.Chen och H.G.Ye. Symplocos vacciniifolia ingår i släktet Symplocos och familjen Symplocaceae. Inga underarter finns listade i Catalogue of Life.